# Veturius
Veturius es un género de escarabajos polífagos de la familia Passalidae. Fue descrito científicamente por primera vez por el naturalista alemán Johann Jakob Kaup y publicado en la revista académica Berliner entomologische Zeitschrift en 1871.

## Descripción
De cuerpo alargado y deprimido, como todas las especies de la familia Passalidae; de tamaño medio o grande, de 20 a 40 mm de longitud; de color negro brillante; con élitros deprimidos y pronoto ligeramente convexo; clípeo expuesto y con ángulos desarrollados y siempre visibles.
Los subgéneros Veturius y Ouayana se distinguen por el borde del pronoto marcademente biescotado y el ancho y profundo surco marginal en las partes lateral y anterior, mientras que Publius presenta el surco marginal del pronoto angosto y el borde no sinuoso.

## Distribución y hábitat
Los escarabajos del género Veturius se distribuye en zonas neotropicales y templado-húmedas de Centroamérica (Costa Rica, Guatemala, Honduras, Panamá y Nicaragua), Sudamérica (Argentina, Colombia, Bolivia, Brasil, Ecuador, Perú, Guyana, Guyana francesa, Paraguay, Surinam y Venezuela), el Caribe (Trinidad y Tobago) y Norteamérica (México). Por lo general habitan en el interior de troncos en descomposición en donde construyen galerías para sus colonias y se alimentan de su madera. Las especies se pueden encontrar en altitudes de 0 a 3800 metros sobre el nivel del mar.

## Especies
Este género tiene cuatro subgéneros. Las especies reconocidas son:

### SubgéneroOuayana
- Veturius (Ouayana) amazonicus Boucher, 2006
- Veturius (Ouayana) bleuzeni Boucher, 2006
- Veturius (Ouayana) casalei Boucher, 2006
- Veturius (Ouayana) cirratoides Boucher, 2006
- Veturius (Ouayana) cirratus Bates, 1886
- Veturius (Ouayana) dominicae Boucher, 2006
- Veturius (Ouayana) fanestus Boucher, 2006
- Veturius (Ouayana) galeatus Boucher, 1988
- Veturius (Ouayana) guyanensis Boucher, 2006
- Veturius (Ouayana) magdalenae Boucher, 2006
- Veturius (Ouayana) negroensis Boucher, 2006
- Veturius (Ouayana) paraensis Luederwaldt, 1927
- Veturius (Ouayana) punctatostriatus Arrow, 1907
- Veturius (Ouayana) oberthuri (Hincks, 1933)[13]
- Veturius (Ouayana) uncinatus Salazar & Boucher, 2018
- Veturius (Ouayana) unicornis Gravely, 1918[14]

Subgénero Ticoisthmus
- Veturius (Ticoisthmus) brachypterus Boucher, 2018

- Veturius (Ticoisthmus) ptichopoides Boucher, 2006[15]

- Veturius (Ticoisthmus) laevior (Kaup, 1868)[16]

- Veturius (Ticoisthmus) ultimus Boucher, 2006

### SubgéneroPublius
- Veturius (Publius) alani Boucher, 2006
- Veturius (Publius) centralis Boucher, 2006
- Veturius (Publius) concretus (Kaup, 1868)[17]
- Veturius (Publius) crassus (Smith, 1852)[18][19]
- Veturius (Publius) danieli Boucher, 2006
- Veturius (Publius) dupuisi Boucher, 2006
- Veturius (Publius) impressus Hincks, 1934[20]
- Veturius (Publius) pehlkei Boucher, 2006
- Veturius (Publius) rugifrons Boucher, 2006
- Veturius (Publius) solisi Boucher, 2006
- Veturius (Publius) spinipes Zang, 1905[21]
- Veturius (Publius) steinheili Boucher, 2006
- Veturius (Publius) talamacaensis Boucher, 2006
- Veturius (Publius) taurus Boucher, 2006
- Veturius (Publius) tectus Boucher, 2006
- Veturius (Publius) unanus Boucher & Ramírez, 2016[22][23]

### SubgéneroVeturius
| - Veturius aquilonalis (Boucher, 2005) - Veturius arawak Boucher, 2006 - Veturius aspina (Kuwert, 1898) - Veturius assimilis (Weber, 1801) - Veturius biapicalis Boucher, 2006 - Veturius bolivae (Gravely, 1918) - Veturius caquetaensis Boucher, 1988 - Veturius cephalotes (Le Peletier & Serville, 1825) - Veturius charpentierae Reyes-Castillo, 1973 - Veturius christiani Boucher, 1987 - Veturius dibbi Boucher, 2006 - Veturius dreuxi Boucher, 2006 - Veturius ecuadoris (Kuwert, 1898) - Veturius guntheri (Kuwert, 1898) - Veturius hermani Boucher, 2006 - Veturius heydeni (Kaup, 1868) - Veturius hincksi Boucher, 2006 - Veturius imitator Boucher, 2006 - Veturius inca Boucher, 2006 - Veturius jolyi Boucher, 2006 - Veturius muisca Salazar & Boucher, 2018 - Veturius nonuya Boucher & Salazar, 2018 - Veturius fabieni Boucher & Salazar, 2018 - Veturius calimanus Boucher & Salazar, 2018 - Veturius latissimus Boucher & Salazar, 2018 - Veturius paya Boucher & Salazar, 2016 | - Veturius lepidus (Fonseca, 1999) - Veturius libericornis (Kuwert, 1891) - Veturius marilucae Boucher, 1988 - Veturius montivagus Boucher, 2006 - Veturius onorei Boucher, 2006 - Veturius patinoi Boucher, 2006 - Veturius perecasi Boucher, 2006 - Veturius petteri Boucher, 2006 - Veturius platyrhinus (Westwood, 1845) - Veturius schusteri Boucher, 2006 - Veturius simillimus (Kuwert, 1891) - Veturius sinuatocollis (Kuwert 1890) - Veturius sinuatomarginatus (Luederwaldt, 1941) - Veturius sinuatus (Eschscholtz, 1829) - Veturius sinuosus (Drapiez, 1817) - Veturius standfussi (Kuwert, 1891) - Veturius tarsipes Boucher, 2006 - Veturius transversus (Dalman, 1817) - Veturius tuberculifrons (Kuwert, 1891) - Veturius urucuensis Boucher, Vaz-de-Mello & Aguiar, 2016 - Veturius yahua Boucher, 2006 |